# Grand Prix de Fourmies 2013
La 81e édition du Grand Prix de Fourmies a eu lieu le 8 septembre 2013 sur un circuit renouvelé par l'organisation et qui est tracé exclusivement dans l'Avesnois. Elle est, comme à l'accoutumée, disputée le lendemain de la classique belge Brussels Cycling Classic anciennement appelée Paris-Bruxelles. L'épreuve est cette année avancée d'une semaine dans le calendrier UCI afin d'éviter la concurrence avec les épreuves canadiennes du World Tour.
L'épreuve fait partie de l'UCI Europe Tour 2013 en catégorie 1.HC.

## Présentation

### Équipes
Classé en catégorie 1.HC de l'UCI Europe Tour, le Grand Prix de Fourmies est par conséquent ouvert aux UCI ProTeams dans la limite de 70 % des équipes participantes, aux équipes continentales professionnelles, aux équipes continentales françaises et à une équipe nationale française.
24 équipes participent à ce Grand Prix de Fourmies : 12 ProTeams, 9 équipes continentales professionnelles et 3 équipes continentales :
| Nom de l'équipe   | Pays       | Code |
| ----------------- | ---------- | ---- |
| AG2R La Mondiale  | France     | ALM  |
| Argos-Shimano     | Pays-Bas   | ARG  |
| Astana            | Kazakhstan | AST  |
| Cannondale        | Italie     | CAN  |
| Euskaltel Euskadi | Espagne    | EUS  |
| FDJ.fr            | France     | FDJ  |
| Katusha           | Russie     | KAT  |
| Lampre-Merida     | Italie     | LAM  |
| Lotto-Belisol     | Belgique   | LTB  |
| Movistar          | Espagne    | MOV  |
| Saxo-Tinkoff      | Danemark   | TST  |
| Vacansoleil-DCM   | Pays-Bas   | VCD  |

| Nom de l'équipe              | Pays     | Code |
| ---------------------------- | -------- | ---- |
| Androni Giocattoli-Venezuela | Italie   | AND  |
| Bretagne-Séché Environnement | France   | BSE  |
| Cofidis                      | France   | COF  |
| Colombia                     | Colombie | COL  |
| Crelan-Euphony               | Belgique | CRE  |
| Europcar                     | France   | EUC  |
| IAM                          | Suisse   | IAM  |
| Sojasun                      | France   | SOJ  |
| Topsport Vlaanderen-Baloise  | Belgique | TSV  |

| Nom de l'équipe         | Pays   | Code |
| ----------------------- | ------ | ---- |
| Auber 93                | France | AUB  |
| La Pomme Marseille      | France | LPM  |
| Roubaix Lille Métropole | France | RLM  |

## Classement final
|    | Coureur            | Équipe           |    | Temps           |
| -- | ------------------ | ---------------- | -- | --------------- |
| 1  | Nacer Bouhanni     | FDJ.fr           | en | 4 h 37 min 29 s |
| 2  | André Greipel      | Lotto-Belisol    | +  | m.t             |
| 3  | Bryan Coquard      | Europcar         |    | m.t             |
| 4  | Davide Cimolai     | Lampre-Merida    |    | m.t             |
| 5  | Borut Božič        | Astana           |    | m.t             |
| 6  | Tom Veelers        | Argos-Shimano    |    | m.t             |
| 7  | Elia Viviani       | Cannondale       |    | m.t             |
| 8  | Yauheni Hutarovich | AG2R La Mondiale |    | m.t             |
| 9  | Julien Simon       | Sojasun          |    | m.t             |
| 10 | Leonardo Duque     | Colombia         |    | m.t             |

## Liste des participants
| Légende | Légende                                                                    | Légende | Légende                                     |
| ------- | -------------------------------------------------------------------------- | ------- | ------------------------------------------- |
| Num     | Dossard de départ porté par le coureur sur ce Grand Prix de Fourmies       | Pos     | Position finale                             |
| NP      | Indique un coureur qui n'a pas pris le départ                              | AB      | Indique un coureur qui n'a pas terminé      |
| HD      | Indique un coureur qui a terminé hors des délais,                          | EX      | Coureur exclu pour non-respect du règlement |
|         | Indique un maillot de champion national ou mondial, suivi de sa spécialité |         |                                             |

| Lotto-Belisol LTB | Lotto-Belisol LTB           | Lotto-Belisol LTB |
| ----------------- | --------------------------- | ----------------- |
| Num               | Coureur                     | Pos               |
| 1                 | Lars Ytting Bak (DEN)       |                   |
| 2                 | André Greipel (GER) (Route) | 2e                |
| 3                 | Gaëtan Bille (BEL)          |                   |
| 4                 | Jorne Carolus (BEL)         |                   |
| 5                 | Kenny Dehaes (BEL)          | AB                |
| 6                 | Stig Broeckx (BEL)          |                   |
| 7                 | Marcel Sieberg (GER)        |                   |
| 8                 | Jonas Van Genechten (BEL)   |                   |

| Movistar MOV | Movistar MOV               | Movistar MOV |
| ------------ | -------------------------- | ------------ |
| Num          | Coureur                    | Pos          |
| 11           | Rui Costa (POR)            |              |
| 12           | Andrey Amador (CRC)        |              |
| 13           | Jonathan Castroviejo (ESP) |              |
| 14           | Jesús Herrada (ESP)        |              |
| 15           | Ángel Madrazo (ESP)        | AB           |
| 16           | Rubén Plaza (ESP)          |              |
| 17           | Eloy Teruel (ESP)          |              |
| 18           | Francisco Ventoso (ESP)    |              |

| Katusha KAT | Katusha KAT                 | Katusha KAT |
| ----------- | --------------------------- | ----------- |
| Num         | Coureur                     | Pos         |
| 21          | Alexander Kristoff (NOR)    |             |
| 22          | Maxim Belkov (RUS)          |             |
| 23          | Marco Haller (AUT)          |             |
| 24          | Mikhail Ignatiev (RUS)      |             |
| 25          | Aliaksandr Kuschynski (BLR) |             |
| 26          | Alexander Porsev (RUS)      |             |
| 27          | Rüdiger Selig (GER)         |             |
| 28          | Timofey Kritskiy (RUS)      | AB          |

| Saxo-Tinkoff TST | Saxo-Tinkoff TST              | Saxo-Tinkoff TST |
| ---------------- | ----------------------------- | ---------------- |
| Num              | Coureur                       | Pos              |
| 31               | Alberto Contador (ESP)        |                  |
| 32               | Daniele Bennati (ITA)         |                  |
| 33               | Jonathan Cantwell (AUS)       |                  |
| 34               | Jonas Aaen Jørgensen (DEN)    |                  |
| 35               | Christopher Juul Jensen (DEN) |                  |
| 36               | Anders Lund (DEN)             |                  |
| 37               | Takashi Miyazawa (DEN)        |                  |
| 38               | Michael Rogers (AUS)          |                  |

| Belkin BEL | Belkin BEL              | Belkin BEL |
| ---------- | ----------------------- | ---------- |
| Num        | Coureur                 | Pos        |
| 41         | Francesco Gavazzi (ITA) |            |
| 42         | Fabio Aru (ITA)         |            |
| 43         | Borut Božič (SLO)       |            |
| 44         | Dmitriy Gruzdev (KAZ)   |            |
| 45         | Andrea Guardini (ITA)   |            |
| 46         | Jacopo Guarnieri (ITA)  |            |
| 47         | Alexey Lutsenko (KAZ)   |            |
| 48         | Ruslan Tleubayev (KAZ)  |            |

| AG2R La Mondiale ALM | AG2R La Mondiale ALM     | AG2R La Mondiale ALM |
| -------------------- | ------------------------ | -------------------- |
| Num                  | Coureur                  | Pos                  |
| 51                   | Romain Bardet (FRA)      |                      |
| 52                   | Davide Appollonio (ITA)  |                      |
| 53                   | Manuel Belletti (ITA)    |                      |
| 54                   | Blel Kadri (FRA)         |                      |
| 55                   | Samuel Dumoulin (FRA)    |                      |
| 56                   | Sébastien Minard (FRA)   |                      |
| 57                   | Yauheni Hutarovich (BLR) |                      |
| 58                   | Hubert Dupont (FRA)      |                      |

| Cannondale CAN | Cannondale CAN             | Cannondale CAN |
| -------------- | -------------------------- | -------------- |
| Num            | Coureur                    | Pos            |
| 61             | Cristiano Salerno (ITA)    |                |
| 62             | Maciej Bodnar (POL)        |                |
| 63             | Alessandro De Marchi (ITA) |                |
| 64             | Kristjan Koren (SLO)       |                |
| 65             | Matthias Krizek (AUT)      |                |
| 66             | Alan Marangoni (ITA)       |                |
| 67             | Elia Viviani (ITA)         |                |
| 68             | Federico Canuti (ITA)      |                |

| Lampre-Merida LAM | Lampre-Merida LAM        | Lampre-Merida LAM |
| ----------------- | ------------------------ | ----------------- |
| Num               | Coureur                  | Pos               |
| 71                | Roberto Ferrari (ITA)    |                   |
| 72                | Niccolò Bonifazio (ITA)  |                   |
| 73                | Enea Cambianica (SUI)    |                   |
| 74                | Davide Cimolai (ITA)     |                   |
| 75                | Elia Favilli (ITA)       |                   |
| 76                | Przemysław Niemiec (POL) |                   |
| 77                | Andrea Palini (ITA)      |                   |
| 78                | Davide Viganò (ITA)      |                   |

| Euskaltel Euskadi EUS | Euskaltel Euskadi EUS    | Euskaltel Euskadi EUS |
| --------------------- | ------------------------ | --------------------- |
| Num                   | Coureur                  | Pos                   |
| 81                    | Mikel Astarloza (ESP)    |                       |
| 82                    | Jon Aberasturi (ESP)     |                       |
| 83                    | Jure Kocjan (SLO)        |                       |
| 84                    | Steffen Radochla (GER)   |                       |
| 85                    | André Schulze (GER)      |                       |
| 86                    | Ioánnis Tamourídis (GRE) |                       |
| 87                    | Pablo Urtasun (ESP)      |                       |
| 88                    | Robert Vrečer (SLO)      |                       |

| FDJ.fr FDJ | FDJ.fr FDJ               | FDJ.fr FDJ |
| ---------- | ------------------------ | ---------- |
| Num        | Coureur                  | Pos        |
| 91         | Nacer Bouhanni (FRA)     |            |
| 92         | David Boucher (FRA)      |            |
| 93         | Mickaël Delage (FRA)     |            |
| 94         | Matthieu Ladagnous (FRA) |            |
| 95         | Francis Mourey (FRA)     |            |
| 96         | Yoann Offredo (FRA)      |            |
| 97         | Jérémy Roy (FRA)         |            |
| 98         | Dominique Rollin (CAN)   |            |

| Argos-Shimano ARG | Argos-Shimano ARG      | Argos-Shimano ARG |
| ----------------- | ---------------------- | ----------------- |
| Num               | Coureur                | Pos               |
| 101               | Marcel Kittel (GER)    |                   |
| 102               | Nikodemus Holler (GER) |                   |
| 103               | Roy Curvers (NED)      |                   |
| 104               | Bert De Backer (BEL)   |                   |
| 105               | Tom Dumoulin (NED)     |                   |
| 106               | Quentin Jauregui (FRA) |                   |
| 107               | Albert Timmer (NED)    |                   |
| 108               | Tom Veelers (NED)      |                   |

| Vacansoleil-DCM VCD | Vacansoleil-DCM VCD      | Vacansoleil-DCM VCD |
| ------------------- | ------------------------ | ------------------- |
| Num                 | Coureur                  | Pos                 |
| 111                 | Romain Feillu (FRA)      |                     |
| 112                 | Wesley Kreder (NED)      |                     |
| 113                 | Sergueï Lagoutine (UZB)  |                     |
| 114                 | Maurits Lammertink (NED) |                     |
| 115                 | Björn Leukemans (BEL)    |                     |
| 116                 | Rob Ruijgh (NED)         |                     |
| 117                 | Boy van Poppel (NED)     |                     |
| 118                 | Frederik Veuchelen (BEL) |                     |

| Europcar EUC | Europcar EUC              | Europcar EUC |
| ------------ | ------------------------- | ------------ |
| Num          | Coureur                   | Pos          |
| 171          | Thomas Voeckler (FRA)     |              |
| 172          | Giovanni Bernaudeau (FRA) |              |
| 173          | Bryan Coquard (FRA)       |              |
| 174          | Franck Bouyer (FRA)       |              |
| 175          | Bryan Nauleau (FRA)       |              |
| 176          | Perrig Quéméneur (FRA)    |              |
| 177          | Sébastien Chavanel (FRA)  |              |
| 178          | Cyril Gautier (FRA)       |              |

| Sojasun SOJ | Sojasun SOJ              | Sojasun SOJ |
| ----------- | ------------------------ | ----------- |
| Num         | Coureur                  | Pos         |
| 131         | Julien Simon (FRA)       |             |
| 132         | Maxime Daniel (FRA)      |             |
| 133         | Julien El Fares (FRA)    |             |
| 134         | Jimmy Engoulvent (FRA)   |             |
| 135         | Jonathan Hivert (FRA)    |             |
| 136         | Jérémie Galland (FRA)    |             |
| 137         | Rony Martias (FRA)       |             |
| 138         | Yannick Talabardon (FRA) |             |

| Androni Giocattoli-Venezuela AND | Androni Giocattoli-Venezuela AND | Androni Giocattoli-Venezuela AND |
| -------------------------------- | -------------------------------- | -------------------------------- |
| Num                              | Coureur                          | Pos                              |
| 141                              | Fabio Felline (ITA)              |                                  |
| 142                              | Omar Bertazzo (ITA)              |                                  |
| 143                              | Matteo Di Serafino (ITA)         |                                  |
| 144                              | Giairo Ermeti (ITA)              |                                  |
| 145                              | Marco Frapporti (ITA)            |                                  |
| 146                              | Mattia Gavazzi (ITA)             |                                  |
| 147                              | Alessandro Malaguti (ITA)        |                                  |
| 148                              | Antonio Parrinello (ITA)         |                                  |

| Cofidis COF | Cofidis COF              | Cofidis COF |
| ----------- | ------------------------ | ----------- |
| Num         | Coureur                  | Pos         |
| 151         | Rein Taaramäe (EST)      |             |
| 152         | Edwig Cammaerts (BEL)    |             |
| 153         | Julien Fouchard (FRA)    |             |
| 154         | Egoitz García (ESP)      |             |
| 155         | Romain Hardy (FRA)       |             |
| 156         | Romain Lemarchand (FRA)  |             |
| 157         | Guillaume Levarlet (FRA) |             |
| 158         | Clément Venturini (FRA)  |             |

| IAM | IAM                         | IAM |
| --- | --------------------------- | --- |
| Num | Coureur                     | Pos |
| 161 | Martin Elmiger (SUI)        |     |
| 162 | Stefan Denifl (AUT)         |     |
| 163 | Jonathan Fumeaux (SUI)      |     |
| 164 | Heinrich Haussler (AUS)     |     |
| 165 | Sébastien Hinault (FRA)     |     |
| 166 | Gustav Larsson (SWE)        |     |
| 167 | Sébastien Reichenbach (SUI) |     |
| 168 | Patrick Schelling (SUI)     |     |

| La Pomme Marseille LPM | La Pomme Marseille LPM     | La Pomme Marseille LPM |
| ---------------------- | -------------------------- | ---------------------- |
| Num                    | Coureur                    | Pos                    |
| 171                    | Yannick Martinez (FRA)     |                        |
| 172                    | Julien Antomarchi (FRA)    |                        |
| 173                    | Benjamin Giraud (FRA)      |                        |
| 174                    | José Gonçalves (POR)       |                        |
| 175                    | Christopher Jennings (RSA) |                        |
| 176                    | Justin Jules (FRA)         |                        |
| 177                    | Thomas Rostollan (FRA)     |                        |
| 178                    | Thomas Vaubourzeix (FRA)   |                        |

| Topsport Vlaanderen-Baloise TSV | Topsport Vlaanderen-Baloise TSV | Topsport Vlaanderen-Baloise TSV |
| ------------------------------- | ------------------------------- | ------------------------------- |
| Num                             | Coureur                         | Pos                             |
| 181                             | Tom Van Asbroeck (BEL)          |                                 |
| 182                             | Tim Declercq (BEL)              |                                 |
| 183                             | Sander Helven (BEL)             |                                 |
| 184                             | Yves Lampaert (BEL)             |                                 |
| 185                             | Stijn Neirynck (BEL)            |                                 |
| 186                             | Jarl Salomein (BEL)             |                                 |
| 187                             | Preben Van Hecke (BEL)          |                                 |
| 188                             | Zico Waeytens (BEL)             |                                 |

| Bretagne-Séché Environnement BSE | Bretagne-Séché Environnement BSE | Bretagne-Séché Environnement BSE |
| -------------------------------- | -------------------------------- | -------------------------------- |
| Num                              | Coureur                          | Pos                              |
| 191                              | Eduardo Sepúlveda (ARG)          |                                  |
| 192                              | Jean-Marc Bideau (FRA)           |                                  |
| 193                              | Erwann Corbel (FRA)              |                                  |
| 194                              | Jean-Luc Delpech (FRA)           |                                  |
| 195                              | Clément Koretzky (FRA)           |                                  |
| 196                              | Arnaud Gérard (FRA)              |                                  |
| 197                              | Benoît Jarrier (FRA)             |                                  |
| 198                              | Benjamin Le Montagner (FRA)      |                                  |

| Crelan-Euphony CRE | Crelan-Euphony CRE        | Crelan-Euphony CRE |
| ------------------ | ------------------------- | ------------------ |
| Num                | Coureur                   | Pos                |
| 201                | Sven Nys (BEL)            |                    |
| 202                | Kevin Claeys (BEL)        |                    |
| 203                | Sébastien Delfosse (BEL)  |                    |
| 204                | Reinier Honig (NED)       |                    |
| 205                | Egidijus Juodvalkis (LTU) |                    |
| 206                | Klaas Sys (BEL)           |                    |
| 207                | Sven Vanthourenhout (BEL) |                    |
| 208                | Tom David (NZL)           |                    |

| BigMat-Auber 93 AUB | BigMat-Auber 93 AUB       | BigMat-Auber 93 AUB |
| ------------------- | ------------------------- | ------------------- |
| Num                 | Coureur                   | Pos                 |
| 211                 | Mathieu Drujon (FRA)      |                     |
| 212                 | Romain Bacon (FRA)        |                     |
| 213                 | Fabien Bacquet (FRA)      |                     |
| 214                 | Théo Vimpère (FRA)        |                     |
| 215                 | Flavien Dassonville (FRA) |                     |
| 216                 | Mathieu Drujon (FRA)      |                     |
| 217                 | Guillaume Faucon (FRA)    |                     |
| 218                 | Dimitri Le Boulch (FRA)   |                     |

| Roubaix Lille Métropole RLM | Roubaix Lille Métropole RLM | Roubaix Lille Métropole RLM |
| --------------------------- | --------------------------- | --------------------------- |
| Num                         | Coureur                     | Pos                         |
| 221                         | Rudy Kowalski (FRA)         |                             |
| 222                         | Matthieu Boulo (FRA)        |                             |
| 223                         | Loïc Desriac (FRA)          |                             |
| 224                         | Julien Duval (FRA)          |                             |
| 225                         | Morgan Kneisky (FRA)        |                             |
| 226                         | Kévin Lalouette (FRA)       |                             |
| 227                         | Maxime Le Montagner (FRA)   |                             |
| 228                         | Cyrille Patoux (FRA)        |                             |

| Colombia COL | Colombia COL              | Colombia COL |
| ------------ | ------------------------- | ------------ |
| Num          | Coureur                   | Pos          |
| 231          | Leonardo Duque (COL)      |              |
| 232          | Edwin Ávila (COL)         |              |
| 233          | Wilson Marentes (COL)     |              |
| 234          | Dalivier Ospina (COL)     |              |
| 235          | Dúber Quintero (COL)      |              |
| 236          | Carlos Quintero (COL)     |              |
| 237          | Juan Pablo Suárez (COL)   |              |
| 238          | Juan Pablo Valencia (COL) |              |